# Amonardia normani
Amonardia normani är en kräftdjursart som först beskrevs av Brady 1872.  Amonardia normani ingår i släktet Amonardia och familjen Miraciidae. Inga underarter finns listade i Catalogue of Life.